# Acanthopsyche calamochroa
Acanthopsyche calamochroa är en fjärilsart som beskrevs av Hamspon 1910. Acanthopsyche calamochroa ingår i släktet Acanthopsyche och familjen säckspinnare. Inga underarter finns listade i Catalogue of Life.